# Cyclosorus jinghongensis
Cyclosorus jinghongensis är en kärrbräkenväxtart som beskrevs av Ren-Chang Ching och Shing. Cyclosorus jinghongensis ingår i släktet Cyclosorus och familjen Thelypteridaceae. Inga underarter finns listade.